# Referendum costituzionale in Italia del 2020
Il referendum costituzionale in Italia del 2020 è stato indetto per approvare o respingere la legge di revisione costituzionale dal titolo "Modifiche agli articoli 56, 57 e 59 della Costituzione in materia di riduzione del numero dei parlamentari", ed è stato il quarto referendum costituzionale nella storia della Repubblica Italiana.
Approvato in via definitiva dalla Camera l'8 ottobre 2019, il testo di legge costituzionale prevede il taglio del 36,5% dei componenti di entrambi i rami del Parlamento: da 630 a 400 seggi alla Camera dei deputati, da 315 a 200 seggi elettivi al Senato. Originariamente previsto per il 29 marzo 2020, il referendum è stato rinviato al 20 e 21 settembre a seguito della pandemia di COVID-19 in Italia.
La legge di revisione costituzionale è stata approvata in doppia lettura da entrambe le Camere a maggioranza assoluta, secondo l'articolo 138, comma 1 della Costituzione. Dal momento che l'11 luglio 2019 la legge non è stata approvata in seconda deliberazione al Senato della Repubblica a maggioranza qualificata dei due terzi dei componenti, un quinto dei senatori ha potuto richiedere il referendum confermativo, come da comma 2 dell'articolo 138 della Costituzione.
Il referendum ha avuto un'affluenza del 51,12% (ma sarebbe stato valido anche se non avesse partecipato la maggioranza degli aventi diritto) ed ha visto una vittoria dei "sì" con il 69,96% dei voti validi. Si è trattato del quarto referendum costituzionale nella storia della Repubblica Italiana e nel complesso della 23ª consultazione referendaria svolta in Italia e del 73º quesito sottoposto agli elettori. 

## Contesto storico
All'entrata in vigore della Costituzione italiana nel 1948, gli articoli 56 e 57 non individuavano un numero precostituito di parlamentari da eleggere. Infatti, era prevista l'elezione di un deputato ogni 80 000 abitanti o per frazione superiore a 40 000, mentre per ciascuna regione era assegnato un senatore ogni 200 000 abitanti o per frazione superiore a 100 000, con un minimo di sei senatori per ogni regione e massimo un solo senatore per la Valle d'Aosta. Per effetto di ciò, nella prima legislatura (1948-1953) furono eletti 574 deputati e 237 senatori (a cui si aggiunsero i 107 senatori di diritto previsti dalla III disposizione transitoria); nella seconda legislatura (1953-1958) furono eletti 590 deputati e 237 senatori; nella terza legislatura (1958-1963) furono eletti 596 deputati e 246 senatori.
Nel 1963, sul finire della III legislatura e durante il governo Fanfani IV, fu approvata la legge costituzionale n. 2/1963 che modificò gli articoli 56, 57 e 60 della Costituzione, fissando a 630 il numero dei deputati e a 315 il numero dei senatori, equiparando inoltre la durata di entrambe le Camere a 5 anni (originariamente il Senato durava 6 anni). Scopo della riforma fu garantire un miglior equilibrio funzionale del sistema bicamerale; peraltro, il rapporto fisso di 2 a 1 dei parlamentari di Camera e Senato avrebbe tutelato la rappresentanza senatoriale in occasione delle sedute comuni del Parlamento.
Già pochi anni dopo, dapprima con l'entrata in funzione dei consigli delle 15 regioni a statuto ordinario (1970) e poi con l'elezione diretta dei membri del Parlamento europeo (1979), ci si rese conto che il numero di rappresentanti politici elettivi era notevolmente cresciuto; per questo motivo, si iniziò a ipotizzare una diminuzione dei seggi parlamentari all'interno della Commissione parlamentare per le riforme costituzionali.
Quest'ultima - composta da deputati e senatori, e perciò detta anche Commissione bicamerale - fu istituita durante la IX legislatura, sotto la presidenza di Aldo Bozzi, e ipotizzò di assegnare un deputato ogni 110 000 abitanti e un senatore ogni 200 000, oppure di assegnarli in linea con la media europea; la discussione però non portò ad alcuna proposta concreta.
Nella XIII legislatura la commissione bicamerale presieduta da Massimo D'Alema presentò un progetto per individuare il numero di deputati fra 400 e 500, mentre i senatori avrebbero dovuto essere 200.
Il progetto di revisione costituzionale del 2005-2006, varato nella XIV legislatura su iniziativa del centro-destra durante il governo Berlusconi III, prevedeva in particolare la riduzione del numero di deputati da 630 a 518 e di senatori da 315 a 252. I senatori federali sarebbero stati eletti contemporaneamente ai consigli regionali; i senatori a vita sarebbero diventati deputati a vita; sarebbe diminuita l'età minima per essere eletti alla Camera (da 25 a 21 anni) e al Senato federale (da 40 a 25 anni). La proposta venne però bocciata a seguito del referendum costituzionale del 2006, in cui il 61,29% dei votanti espresse voto contrario.
Nella XV legislatura, Luciano Violante presentò una bozza di legge costituzionale che indicava 512 deputati e 186 senatori federali, questi ultimi eletti dai consigli regionali, provinciali e comunali. Il progetto fu licenziato dalla Commissione affari istituzionali della Camera senza voti contrari, ma non fu mai approvato dall'aula a causa della fine anticipata della legislatura.
Nel 2012 venne approvata in prima lettura al Senato una riforma che diminuiva i parlamentari da 950 a 758 (508 deputati e 250 senatori federali), ma anche questa volta l'iter si interruppe con la chiusura della XVI legislatura. Il tema fu ripreso nella XVII legislatura, ipotizzando 480 deputati e 120 senatori delle Regioni (in linea con la media europea), mentre il governo Letta propose 450 membri alla Camera e 200 al Senato.
La successiva proposta di riforma costituzionale Renzi-Boschi del 2016 prevedeva, oltre alla ridefinizione del ruolo del Senato della Repubblica, che il numero dei senatori elettivi fosse ridotto da 315 a soli 95 membri nominati dai consigli regionali fra i loro stessi componenti e fra i sindaci dei propri territori; nessuna modifica numerica era invece prevista per la Camera dei deputati. Anche tale proposta tuttavia trovò il voto contrario del 59,12% degli elettori che si espressero nel referendum costituzionale del 2016.

## Riforma costituzionale e iter di approvazione

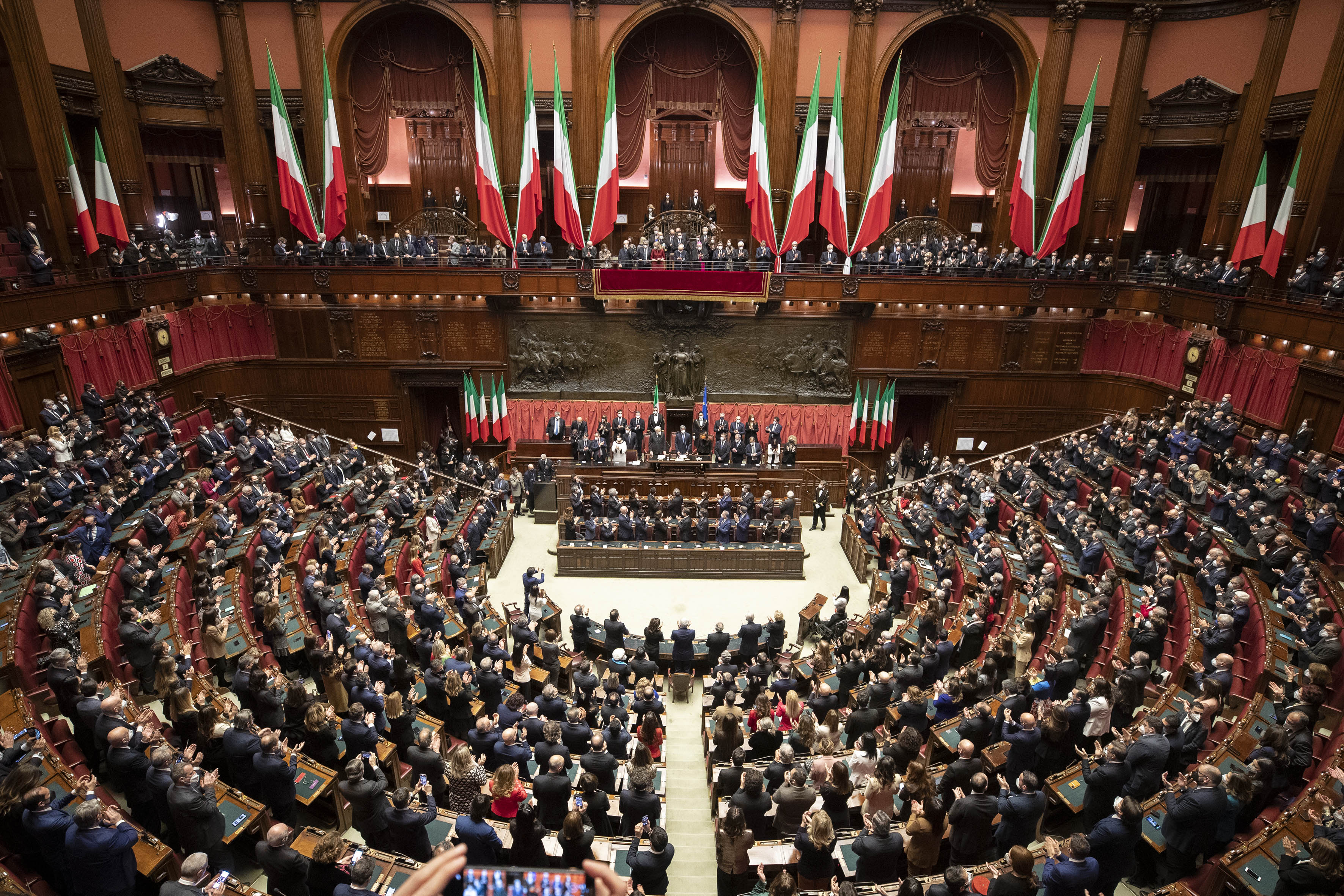
Il testo della riforma costituzionale dispone la complessiva riduzione del numero dei parlamentari da 945 a 600 membri elettivi. La Camera dei deputati avrà 400 parlamentari (anziché 630); il Senato della Repubblica avrà 200 membri (anziché 315), oltre ai senatori a vita di nomina presidenziale (che potranno essere al massimo cinque, venendo così codificata l'interpretazione più restrittiva del previgente articolo 59) e agli ex presidenti della Repubblica.

Il 18 maggio 2018 il Movimento 5 Stelle e la Lega hanno sottoscritto il "Contratto per il governo del cambiamento", dando vita al governo Conte I; l'accordo di governo prevedeva anche una serie di riforme istituzionali, tra cui la "drastica riduzione del numero dei parlamentari: 400 deputati e 200 senatori".
Il successivo governo Conte II, nato nel settembre 2019 dall'accordo di programma tra Movimento 5 Stelle, Partito Democratico e Liberi e Uguali, ha portato avanti la proposta di "riduzione del numero dei parlamentari, avviando contestualmente un percorso per incrementare le opportune garanzie costituzionali e di rappresentanza democratica, assicurando il pluralismo politico e territoriale", anche attraverso una revisione della legge elettorale in caso di esito positivo del referendum.

### Testo della riforma
La legge costituzionale sottoposta ad approvazione referendaria si compone di quattro articoli.
L'articolo 1 modifica l'articolo 56 della Costituzione riducendo il numero dei deputati da 630 a 400. Il numero dei deputati eletti nella circoscrizione Estero passa da 12 a 8.
L'articolo 2 modifica l'articolo 57 della Costituzione riducendo il numero dei senatori elettivi da 315 a 200. Il numero dei senatori eletti nella circoscrizione Estero passa da 6 a 4. Il numero minimo di senatori assegnato a ogni regione si abbassa da 7 a 3. Nel nuovo testo, inoltre, le due province autonome di Trento e Bolzano vengono equiparate alle regioni, assicurandosi tre senatori a testa. Rimangono invece invariati i seggi assegnati al Molise (2) e alla Valle d'Aosta (1).
L'articolo 3 modifica l'articolo 59 della Costituzione chiarendo che il numero massimo di senatori a vita di nomina del Presidente della Repubblica non possa in alcun caso essere superiore a 5. In tal modo viene eliminata l'ambiguità del precedente testo costituzionale in cui il limite di 5 senatori a vita poteva intendersi come limite massimo di senatori a vita presenti in Senato oppure come limite massimo di nomine a disposizione di ciascun Presidente della Repubblica (quest'ultima interpretazione fu seguita dai soli presidenti Sandro Pertini e Francesco Cossiga, che nominarono entrambi 5 senatori a vita, raggiungendo così il massimo di 9 senatori a vita di nomina presidenziale contemporaneamente in carica).
L'articolo 4 disciplina infine l'entrata in vigore delle nuove disposizioni di legge, stabilendo che esse si applicano a decorrere dalla data del primo scioglimento o della prima cessazione delle Camere successivo alla data di entrata in vigore della legge costituzionale, e comunque non prima che siano decorsi 60 giorni dalla predetta data di entrata in vigore.

### Iter di approvazione
Di seguito la cronologia dell'iter parlamentare della riforma e dei passaggi formali necessari al referendum:
- 4 aprile 2018: il senatore Gaetano Quagliariello (FI) presenta il primo progetto di legge S.214;[15] una seconda bozza (S.515) verrà poi presentata, con motivazioni differenti, anche da Roberto Calderoli (Lega) e Gianluca Perilli (M5S),[16] mentre una terza proposta (S.805), anch'essa identica nei contenuti, da Stefano Patuanelli (M5S) e Massimiliano Romeo (Lega).[17]
- 7 febbraio 2019: il Senato della Repubblica approva il disegno di legge in prima deliberazione con 185 voti favorevoli, 54 contrari e 4 astenuti.[18]
- 9 maggio 2019: la Camera dei deputati approva il disegno di legge in prima deliberazione con 310 voti favorevoli, 107 voti contrari e 5 astenuti.[19]
- 11 luglio 2019: il Senato della Repubblica approva il disegno di legge in seconda deliberazione con 180 voti favorevoli e 50 contrari. Hanno votato contro i senatori del Partito Democratico e di Liberi e Uguali, allora opposizione del governo Conte I, mentre quelli di  Forza Italia non hanno partecipato al voto.[20] La maggioranza è quindi inferiore ai due terzi dei componenti richiesta dal terzo comma dell'articolo 138 della Costituzione per rendere inammissibili le richieste di referendum.[18]
- 8 ottobre 2019: la Camera dei deputati approva il disegno di legge in seconda deliberazione con 553 voti favorevoli, 14 voti contrari e 2 astenuti (maggioranza superiore ai due terzi dei componenti). Hanno votato a favore tutti i gruppi parlamentari di maggioranza e opposizione, con l'eccezione di alcune componenti del Gruppo misto.[21]
- 12 ottobre 2019: la legge costituzionale viene pubblicata sulla Gazzetta Ufficiale Serie Generale n. 240. Da questo momento partono i tre mesi di tempo affinché un quinto dei membri di una Camera o 500 000 elettori o cinque Consigli regionali possano domandare che si proceda al referendum popolare.[14]
- 17 ottobre 2019: il Partito Radicale deposita alla Corte di cassazione la richiesta di referendum costituzionale confermativo;[22] dopo tre mesi però i Radicali annunciano di aver raccolto in tutta Italia solo 669 firme, a fronte delle 500 000 firme richieste.[23]
- 10 gennaio 2020: 71 senatori depositano presso la Corte di Cassazione la richiesta di referendum costituzionale, promossa dai senatori Tommaso Nannicini (PD), Andrea Cangini e Nazario Pagano (FI).
- 23 gennaio 2020: l'Ufficio centrale per il referendum presso la Corte suprema di cassazione dichiara la richiesta di referendum conforme all'articolo 138 della Costituzione e accerta la legittimità del quesito referendario proposto.[24] Da questo momento il Consiglio dei ministri ha 60 giorni di tempo per fissare la data del referendum che dovrà tenersi tra 50 e 70 giorni dalla fissazione.[25]
- 27 gennaio 2020: il Consiglio dei ministri fissa la data del referendum al 29 marzo 2020.[26]
- 28 gennaio 2020: il Presidente della Repubblica Sergio Mattarella firma il decreto d'indizione del referendum.[27]
- 5 marzo 2020: il Consiglio dei ministri, in considerazione di quanto disposto con il decreto del Presidente del Consiglio dei Ministri del 4 marzo 2020, recante misure per il contrasto, il contenimento, l’informazione e la prevenzione sull’intero territorio nazionale del diffondersi della malattia COVID-19, propone al Presidente della Repubblica la revoca del decreto di indizione del referendum per il 29 marzo.[28] Lo stesso giorno il Presidente della Repubblica firma il decreto di revoca dell'indizione del referendum.[29]
- 17 marzo 2020: viene pubblicato il decreto-legge n. 18/2020 (cosiddetto "Cura Italia"), che con l'art. 81 estende da 60 a 240 giorni (fino al 19 settembre 2020) il termine entro il quale indire il referendum tramite decreto del Presidente della Repubblica.[30]
- 14 luglio 2020: il Consiglio dei ministri fissa la nuova data del referendum al 20 e 21 settembre 2020.[31]
- 17 luglio 2020: il Presidente della Repubblica Sergio Mattarella firma il nuovo decreto d'indizione del referendum.[1]

### Richiesta di referendum
Il referendum sul testo di legge costituzionale approvato dal Parlamento è stato richiesto da 71 senatori, appartenenti a quasi tutti i gruppi parlamentari e partiti, con l'esclusione di Fratelli d'Italia e il gruppo Per le Autonomie (SVP-PATT, UV).
I senatori richiedenti sono stati 71, numero superiore ai 64 senatori corrispondenti a un quinto dei membri del Senato della Repubblica previsto dall'articolo 138 della Costituzione:
- 42 del gruppo parlamentare di Forza Italia Berlusconi Presidente-UDC:
  - Enrico Aimi, Francesca Alderisi, Antonio Barboni, Francesco Battistoni, Roberto Berardi, Sandro Mario Biasotti, Giacomo Caliendo, Fulvia Michela Caligiuri, Andrea Cangini, Vincenzo Carbone, Andrea Causin, Luigi Cesaro, Stefania Craxi, Dario Damiani, Domenico De Siano, Raffaele Fantetti, Claudio Fazzone, Emilio Floris, Maria Alessandra Gallone, Maurizio Gasparri, Francesco Giro, Alessandrina Lonardo, Lucio Malan, Alfredo Messina, Anna Carmela Minuto, Fiammetta Modena, Giuseppe Moles, Nazario Pagano, Urania Papatheu, Adriano Paroli, Marco Perosino, Gilberto Pichetto Fratin, Maria Rizzotti, Renato Schifani, Salvatore Sciascia, Giancarlo Serafini, Marco Siclari, Roberta Toffanin e Luigi Vitali di Forza Italia;
  - Paola Binetti, Antonio De Poli e Antonio Saccone dell'Unione di Centro;
- 10 del Gruppo parlamentare Misto:
  - Maurizio Buccarella, Saverio De Bonis, Gregorio de Falco e Elena Fattori (indipendenti);
  - Adriano Cario e Ricardo Antonio Merlo del MAIE;
  - Francesco Laforgia e Paola Nugnes di Liberi e Uguali;
  - Emma Bonino di +Europa;
  - Carlo Martelli di Vox Italia;
- 9 del gruppo parlamentare della Lega-Salvini Premier-Partito Sardo d'Azione: Massimo Candura, William De Vecchis, Ugo Grassi, Stefano Lucidi, Roberto Marti, Enrico Montani, Pasquale Pepe, Francesco Urraro e Claudio Barbaro;
- 5 del gruppo parlamentare del Partito Democratico: Francesco Giacobbe, Tommaso Nannicini, Gianni Pittella, Roberto Rampi e Tatjana Rojc;
- 2 del gruppo parlamentare del Movimento 5 Stelle: Luigi Di Marzio[33] e Gianni Marilotti;
- 2 del gruppo parlamentare di Italia Viva-PSI:
  - Laura Garavini di Italia Viva;
  - Riccardo Nencini del Partito Socialista Italiano;
- 1 senatore a vita non iscritto ad alcun gruppo parlamentare: Carlo Rubbia.

Hanno ritirato la propria firma:
- Franco Dal Mas, Massimo Mallegni, Barbara Masini e Laura Stabile (Forza Italia);[34]
- Mario Michele Giarrusso (M5S).[35]

## Quesito
Il quesito sottoposto a referendum, come da decreto di indizione del Presidente della Repubblica del 17 luglio 2020, è il seguente:
«Approvate il testo della legge costituzionale concernente "Modifiche agli articoli 56, 57 e 59 della Costituzione in materia di riduzione del numero dei parlamentari", approvato dal Parlamento e pubblicato nella Gazzetta Ufficiale della Repubblica italiana n. 240 del 12 ottobre 2019?».

Fac-simile della scheda referendaria (fronte).
Fac-simile della scheda referendaria (retro).
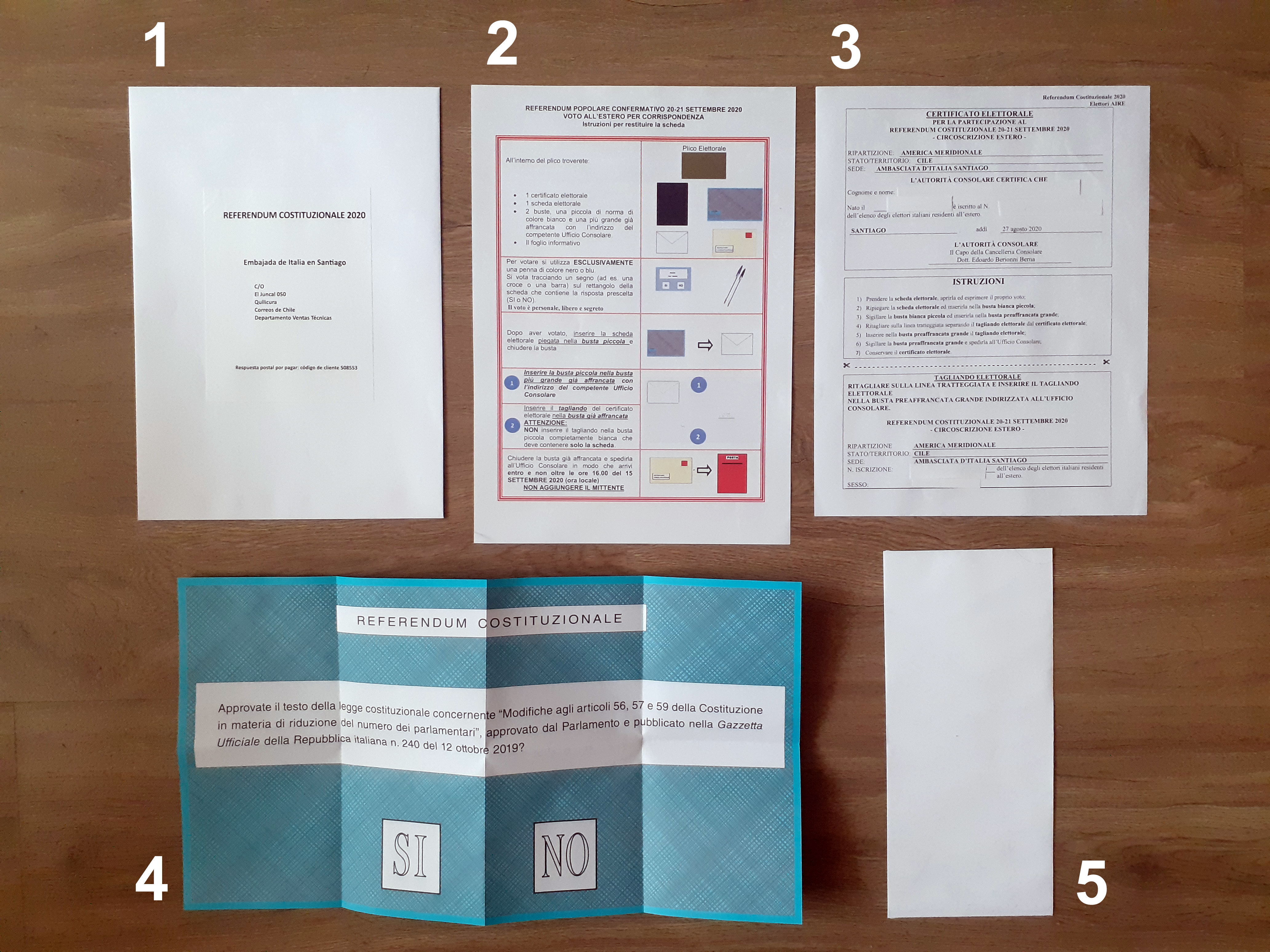
Contenuto del plico elettorale per il voto all'estero (ripartizione America meridionale): busta preaffrancata per la restituzione del materiale, inclusa la busta con le schede (1); istruzioni (2); certificato elettorale (3); scheda aperta (4); busta per la restituzione della sola scheda (5).

## Posizioni di partiti e movimenti presenti nei Parlamenti italiano o europeo
Nella tabella seguente sono elencate le posizioni assunte dai partiti politici rappresentati nel Parlamento italiano e/o nel Parlamento europeo.
| Partito                     | Indicazione di voto | Fonti         |
| --------------------------- | ------------------- | ------------- |
| Movimento 5 Stelle          | Sì                  | [ 36 ] [ 37 ] |
| Lega                        | Sì                  | [ 38 ]        |
| Partito Democratico         | Sì                  | [ 39 ] [ 40 ] |
| Fratelli d'Italia           | Sì                  | [ 41 ]        |
| Union Valdotaine            | Sì                  | [ 42 ]        |
| Alternativa Popolare        | Sì                  | [ 43 ]        |
| Cambiamo!                   | Sì                  | [ 44 ]        |
| Identità e Azione           | Sì                  | [ 45 ]        |
| Patria e Costituzione       | Sì                  | [ 46 ]        |
| Italexit                    | Sì                  | [ 47 ]        |
| Südtiroler Volkspartei      | Indeciso            | [ 48 ]        |
| Italia Viva                 | Indeciso            | [ 49 ]        |
| Articolo Uno                | Indeciso            | [ 50 ]        |
| Forza Italia                | Indeciso            | [ 51 ] [ 52 ] |
| Sinistra Italiana           | No                  | [ 53 ]        |
| Azione                      | No                  | [ 54 ]        |
| +Europa                     | No                  | [ 36 ] [ 55 ] |
| Partito Socialista Italiano | No                  | [ 56 ]        |
| Vox Italia                  | No                  | [ 57 ]        |
| Green Italia                | No                  | [ 58 ]        |
| Unione di Centro            | No                  | [ 59 ]        |
| MAIE                        | No                  | [ 60 ]        |
| USEI                        | No                  | [ 60 ]        |
| Centro Democratico          | No                  | [ 61 ]        |
| Rifondazione Comunista      | No                  | [ 62 ]        |
| Centristi per l'Europa      | No                  | [ 63 ]        |
| èViva                       | No                  | [ 64 ]        |
| Noi con l'Italia            | No                  | [ 65 ]        |
| Democrazia Solidale         | No                  | [ 66 ]        |
| Sicilia Futura              | No                  | [ 67 ]        |

## Comitati referendari

### Comitati per il Sì
- Comitato per Sì al taglio dei Parlamentari[68]

### Comitati per il No
- Comitato per il No del referendum sulla riduzione del numero dei Parlamentari[69]
- Comitato noiNO[70]
- NOstra - Comitato Giovanile per il No al Referendum Costituzionale[71]
- 3 Motivi per il No[72]
- Democratici per il NO[73]

## Sondaggi
| Data                                                           | Rilevatore          | Committente          | Campione | Sì    | No    | Indeciso |
| -------------------------------------------------------------- | ------------------- | -------------------- | -------- | ----- | ----- | -------- |
| 4 set 2020                                                     | Ipsos               | Corriere della Sera  | 1 000    | 71,0  | 29,0  | 31,0     |
| 4 set 2020                                                     | SWG                 | La7                  | 1 000    | 68-72 | 28-32 | 0,0      |
| 3 set 2020                                                     | Noto sondaggi       | Quotidiano Nazionale | N.D.     | 65-70 | 30-35 | 32,0     |
| 3 set 2020                                                     | Istituto Ixè        | Istituto Ixè         | 1 000    | 51,3  | 17,9  | 30,8     |
| 31 ago 2020                                                    | Euromedia research  | La Stampa            | N.D.     | 42,0  | 15,8  | 41,2     |
| 31 ago 2020                                                    | Eumetra MR          | NewsMediaset-TGcom24 | 618      | 74,0  | 10,0  | 16,0     |
| 31 ago 2020                                                    | BiDiMedia           | -                    | 1 661    | 71,0  | 29,0  | 0,0      |
| 28 ago 2020                                                    | Demos               | la Repubblica        | 1 014    | 82,0  | 18,0  | 0,0      |
| 25 ago 2020                                                    | Winpoll-CISE        | Il Sole 24 ORE       | N.D.     | 66,0  | 34,0  | 0,0      |
| 17 ago 2020 Archiviato il 20 ottobre 2020 in Internet Archive. | Lab2101             | Affaritaliani.it     | 1 000    | 72,4  | 27,6  | 0,0      |
| 27 giu 2020                                                    | Ipsos               | Corriere della Sera  | N.D.     | 46,0  | 10,0  | 24,0     |
| 25 feb 2020                                                    | Piepoli             | Patriae-Rai 2        | N.D.     | 81,0  | 9,0   | 10,0     |
| 13 gen 2020                                                    | Demos               | la Repubblica        | N.D.     | 86,0  | 12,0  | 2,0      |
| 9 ott 2019                                                     | Termometro Politico | Coffee Break-La7     | 1 600    | 49,0  | 48,7  | 2,3      |
| 30 lug 2019                                                    | Termometro Politico | Coffee Break-La7     | 1 700    | 68,9  | 30,4  | 0,7      |

## Operazioni di voto

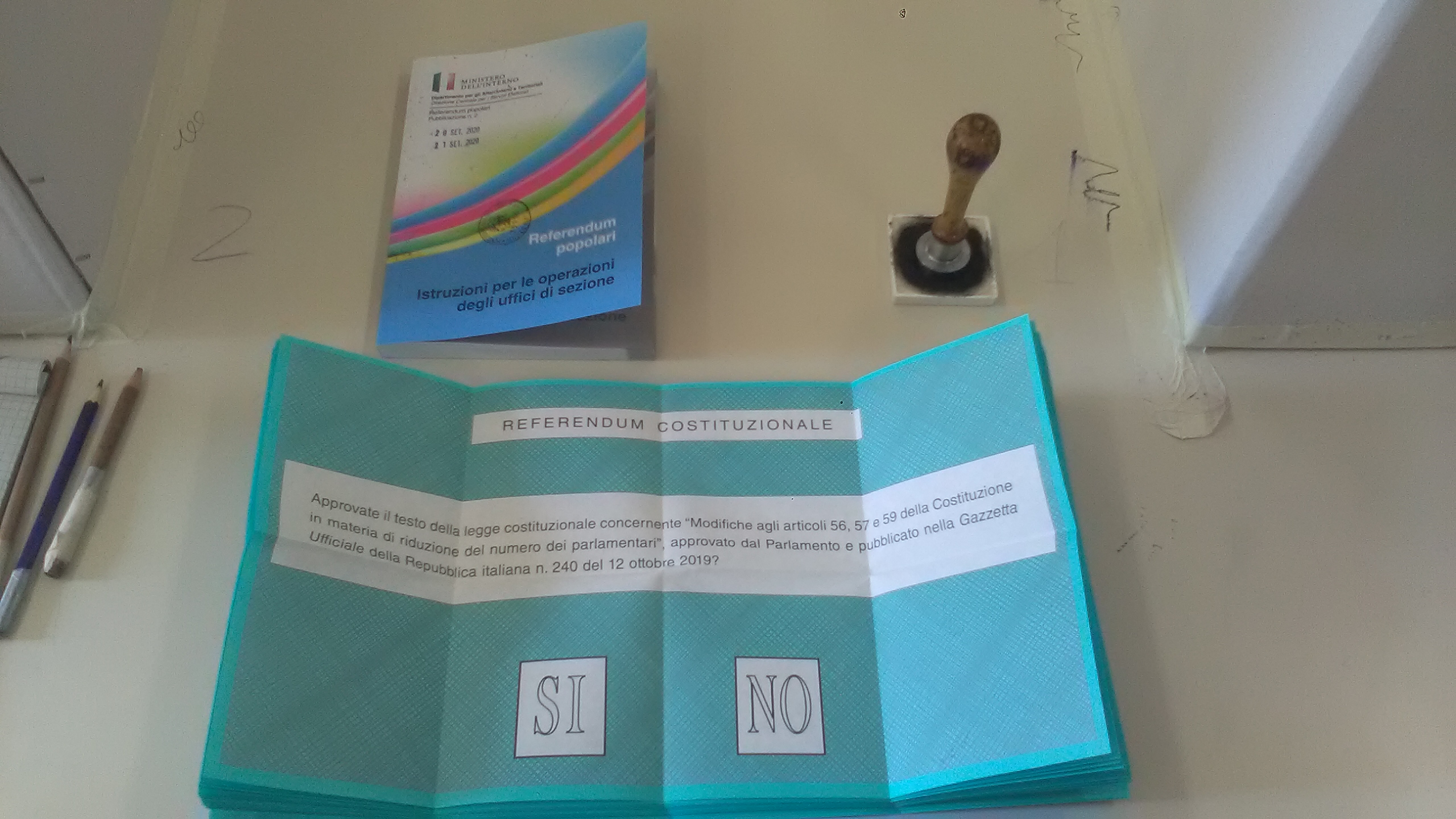
Schede del referendum costituzionale

Le operazioni di voto si sono svolte in Italia domenica 20 settembre dalle ore 07:00 alle ore 23:00 e lunedì 21 settembre dalle 7:00 alle 15:00; gli scrutini sono iniziati subito dopo.
I cittadini italiani residenti all'estero che avevano scelto di votare nel proprio paese di residenza hanno votato per corrispondenza nelle settimane precedenti la data del voto in Italia. Lo scrutinio delle schede votate per corrispondenza si è svolto il pomeriggio del 21 settembre, in contemporanea con le schede votate in Italia, nei seggi appositamente allestiti alla Fiera di Roma.
Complessivamente il corpo elettorale ammontava a 50 955 950 cittadini, di cui 46 418 642 residenti in Italia o residenti all'estero che hanno optato per il voto in Italia e 4 537 308 residenti all'estero o situati temporaneamente all'estero che hanno chiesto di votare per corrispondenza.

### Rilevazioni dell'affluenza
| Area   | domenica  | domenica  | domenica  | lunedì     |
| Area   | ore 12:00 | ore 19:00 | ore 23:00 | definitiva |
| ------ | --------- | --------- | --------- | ---------- |
| Italia | 12,24%    | 29,68%    | 39,37%    | 53,84%     |
| Estero | 23,30%    | 23,30%    | 23,30%    | 23,30%     |
| Totale | Totale    | Totale    | Totale    | 51,12%     |

## Risultati
| Sì             | 17 913 259 | 69,96 |  |  |  |  |  |  |
| No             | 7 691 837  | 30,04 |  |  |  |  |  |  |
| Totale         | 25 605 096 | 100   |  |  |  |  |  |  |
|                |            |       |  |  |  |  |  |  |
| Schede bianche | 218 093    | 0,84  |  |  |  |  |  |  |
| Schede nulle   | 227 038    | 0,87  |  |  |  |  |  |  |
| Votanti        | 26 050 227 | 51,12 |  |  |  |  |  |  |
| Elettori       | 50 955 985 |       |  |  |  |  |  |  |

### Area Italia
| Sì             | 17 168 702 | 69,64 |  |  |  |  |  |  |
| No             | 7 484 748  | 30,36 |  |  |  |  |  |  |
| Totale         | 24 653 450 | 100   |  |  |  |  |  |  |
|                |            |       |  |  |  |  |  |  |
| Schede bianche | 210 848    | 0,84  |  |  |  |  |  |  |
| Schede nulle   | 128 717    | 0,52  |  |  |  |  |  |  |
| Votanti        | 24 993 015 | 53,84 |  |  |  |  |  |  |
| Elettori       | 46 418 677 |       |  |  |  |  |  |  |

### Area estero
| Sì             | 744 557   | 78,24 |  |  |  |  |  |  |
| No             | 207 089   | 21,76 |  |  |  |  |  |  |
| Totale         | 951 646   | 100   |  |  |  |  |  |  |
|                |           |       |  |  |  |  |  |  |
| Schede bianche | 7 245     | 0,69  |  |  |  |  |  |  |
| Schede nulle   | 98 321    | 9,30  |  |  |  |  |  |  |
| Votanti        | 1 057 212 | 23,30 |  |  |  |  |  |  |
| Elettori       | 4 537 308 |       |  |  |  |  |  |  |

### Risultati per regione e ripartizione
| Regione                           | Sì         | Sì          | No         | No          | Affluenza  | Affluenza  |
| Regione                           | Preferenze | % voti val. | Preferenze | % voti val. | Votanti    | % elettori |
| --------------------------------- | ---------- | ----------- | ---------- | ----------- | ---------- | ---------- |
| Abruzzo                           | 384 500    | 73,75%      | 136 885    | 26,25%      | 527 724    | 50,78%     |
| Basilicata                        | 169 024    | 75,84%      | 53 856     | 24,16%      | 226 725    | 49,83%     |
| Calabria                          | 521 444    | 77,53%      | 151 138    | 22,47%      | 686 648    | 45,21%     |
| Campania                          | 2 087 311  | 77,41%      | 609 290    | 22,59%      | 2 772 801  | 61,01%     |
| Emilia-Romagna                    | 1 273 585  | 69,55%      | 557 716    | 30,45%      | 1 843 160  | 55,37%     |
| Friuli-Venezia Giulia             | 281 042    | 59,57%      | 190 743    | 40,43%      | 475 312    | 50,22%     |
| Lazio                             | 1 307 304  | 65,86%      | 677 693    | 34,14%      | 1 999 446  | 45,68%     |
| Liguria                           | 450 354    | 63,78%      | 255 804    | 36,22%      | 716 525    | 59,17%     |
| Lombardia                         | 2 609 614  | 68,12%      | 1 221 140  | 31,88%      | 3 856 588  | 51,36%     |
| Marche                            | 533 479    | 69,19%      | 237 569    | 30,81%      | 782 889    | 66,39%     |
| Molise                            | 93 178     | 79,89%      | 23 456     | 20,11%      | 118 155    | 47,52%     |
| Piemonte                          | 1 172 338  | 68,42%      | 541 183    | 31,58%      | 1 728 133  | 51,55%     |
| Puglia                            | 1 477 164  | 75,22%      | 486 614    | 24,78%      | 2 010 849  | 61,91%     |
| Sardegna                          | 322 200    | 66,84%      | 159 843    | 33,16%      | 484 661    | 35,71%     |
| Sicilia                           | 1 055 351  | 75,88%      | 335 397    | 24,12%      | 1 400 512  | 35,39%     |
| Toscana                           | 1 216 952  | 65,96%      | 627 949    | 34,04%      | 1 870 237  | 65,89%     |
| Trentino-Alto Adige               | 390 490    | 70,88%      | 160 389    | 29,12%      | 571 972    | 70,96%     |
| Umbria                            | 221 989    | 68,72%      | 101 062    | 31,28%      | 325 319    | 48,75%     |
| Valle d'Aosta                     | 48 165     | 67,96%      | 22 708     | 32,04%      | 72 709     | 73,44%     |
| Veneto                            | 1 553 218  | 62,44%      | 934 313    | 37,56%      | 2 522 650  | 67,55%     |
| Totale Italia                     | 17 168 702 | 69,64%      | 7 484 748  | 30,36%      | 24 933 015 | 53,84%     |
|                                   |            |             |            |             |            |            |
| Europa                            | 422 616    | 80,07%      | 105 168    | 19,93%      | 572 640    | 23,39%     |
| America meridionale               | 226 522    | 74,19%      | 78 819     | 25,81%      | 347 492    | 23,95%     |
| America settentrionale e centrale | 62 644     | 81,07%      | 14 632     | 18,93%      | 89 621     | 22,49%     |
| Africa, Asia, Oceania e Antartide | 32 775     | 79,46%      | 8 470      | 20,54%      | 47 459     | 19,75%     |
| Totale Estero                     | 744 557    | 78,24%      | 207 089    | 21,76%      | 1 057 212  | 23,30%     |
|                                   |            |             |            |             |            |            |
| Totale                            | 17 913 259 | 69,96%      | 7 691 837  | 30,04%      | 26 050 227 | 51,12%     |

## Conseguenze giuridiche del voto
A seguito della larga approvazione del quesito referendario, il 19 ottobre 2020 il Presidente della Repubblica ha promulgato la legge costituzionale n. 1/2020, pubblicata nella Gazzetta Ufficiale n. 261 del 21 ottobre ed entrata in vigore il 5 novembre 2020. La disposizione di modifica dell'articolo 59 della Costituzione, che cristallizza il limite della coesistenza di cinque senatori a vita tra quelli di nomina presidenziale, ha trovato immediata applicazione. Invece, ai sensi dell'articolo 4 della riforma, le disposizioni di modifica degli articoli 56 e 57 (concernenti il numero dei parlamentari) si sarebbero applicate a partire dal primo scioglimento delle Camere non anteriore al 4 gennaio 2021 (sessantesimo giorno successivo all'entrata in vigore della legge di revisione costituzionale).
La riduzione del numero dei parlamentari è quindi divenuta effettiva nel 2022, a seguito dell'elezione (25 settembre) e insediamento (13 ottobre) della XIX legislatura.
Ancora due anni dopo il voto, al luglio 2024, i bilanci di Camera e Senato risultavano invariati, malgrado la riduzione del numero dei parlamentari.